# Zwergkönigsfischer
Der Zwergkönigsfischer (Ispidina picta, Syn.: Ceyx pictus) ist ein Vogel aus der Familie der Eisvögel.

## Aussehen
Der Rumpf des adulten Zwergkönigsfischers ist rostfarben, die Flügel sind leuchtend dunkelblau. Ebenfalls blau sind der Schwanz und die Oberseite des Kopfes. Die Wangen sind hell rosa-violett, diese Färbung reicht bis in den Nacken. Zwischen Wange und Nacken befindet sich ein kleiner weißer Fleck, die Kehle ist ebenfalls weiß. Der lange, gerade Schnabel und die Beine sind leuchtend hellrot. Der Vogel erreicht eine Größe von etwa 11 cm. 

Vom ähnlich aussehenden Malachit-Eisvogel lässt er sich durch die Färbung der Wangen und durch die Ausdehnung des blauen Gefieders auf den Kopfseiten unterscheiden: Beim Malachit-Eisvogel reicht das blaue Gefieder bis zu den Augen, während es beim Zwergkönigsfischer durch ein rostfarbenes Band von den Augen getrennt ist.
Das Gefieder der Juvenilen ist annähernd so gefärbt wie das der ausgewachsenen Vögel, jedoch matter. Der Schnabel ist kürzer und grau-schwarz.
Die im südlichen Verbreitungsgebiet vorkommende Unterart I. p. natalensis weicht von der Nominatform in folgenden Merkmalen ab: Das Bauchgefieder ist blasser und über dem weißen Wangenfleck sitzt ein weiterer, blauer Fleck.
Der Ruf ist ein hohes „tsi-tsi “ und ein piepsiges Zwitschern.

## Verbreitung und Lebensraum
Der Zwergkönigsfischer kommt ausschließlich in Afrika und dort in Höhen bis 1500 Meter vor, selten bis 2000 Meter. Sein Verbreitungsgebiet erstreckt sich vom südlichen Rand der Sahara bis nach Südafrika mit Ausnahme des trockenen Südwestens und des Horns von Afrika.
Besiedelt werden Wälder, Dickichte und Grasland, sofern dort Büsche und Bäume vorhanden sind. Der Vogel kommt auch weit von Gewässern entfernt vor, da seine Nahrung aus Insekten besteht und er somit nicht, wie viele andere Fisch fressende Eisvogelarten, an Wasser gebunden ist.

## Lebensweise
Von der Unterart I. p. natalensis ist bekannt, dass sie umherzieht: Die Brutgebiete liegen in Zentral- und Südtansania, nach der Brutzeit von September bis April zieht der Vogel nach Norden in die küstennahen Wälder und Dickichte Kenias.